# Magdalena Graaf
Magdalena Graaf (Göteborg, 2 settembre 1975) è una modella e cantante svedese.
Nel 1998, lei e sua sorella Hannah costituirono il gruppo chiamato The Graaf Sisters, accompagnate dallo slogan "You Got What I Want Baby". Magdalena è apparsa su riviste come Café Magazine, Moore Magazine e Slitz. Nel marzo 2006, ha pubblicato la sua biografia, Det ska bli ett sant nöje att döda dej, dove racconta che ha dei figli splendidi. Si è sposata nel 1999 con Magnus Hedman, ex calciatore svedese, dal quale si è separata nel 2006.